# Łuk Gawiuszów w Weronie
Łuk Gawiuszów w Weronie (wł. Arco dei Gavi) – rzymski łuk triumfalny znajdujący się obok Castelvecchio w Weronie. Współczesna budowla jest wzniesioną w 1932 roku rekonstrukcją oryginalnego łuku, zniszczonego przez Francuzów w 1805 roku.
Wzniesiony na starożytnej drodze Via Postumia łuk powstał przypuszczalnie w pierwszej połowie I wieku. Pierwotna budowla przyległa do Wieży Zegarowej średniowiecznego Castelvecchio, miała charakter honoryfikacyjny i za przyzwoleniem radnych miasta (dekurionów) zbudowana została własnym kosztem przez członków zasłużonego w Weronie rodu (gens) Gawiuszów, zapewne dla upamiętnienia ich działalności dobroczynnej na rzecz miasta. 
W jednoprzęsłowym, zwieńczonym tympanonem łuku, wystawiono posągi wybitnych przedstawicieli tej familii w czterech niszach rozmieszczonych po bokach bramy. Znane jest autorstwo tej budowli dzięki będącej rzadkością inskrypcji podającej dwukrotnie tożsamość architekta: L[ucius] Vitruvius L[uci] L[ibertus] Cerdo Architectus. Nasuwa to przypuszczenia, iż ów Lucjusz Witruwiusz Cerdon mógł być wyzwoleńcem (i uczniem) sławnego Witruwiusza (zmarłego w podeszłym wieku za panowania Augusta), za czym przemawiałyby też pewne architektoniczne cechy werońskiej budowli.
W średniowieczu łuk włączono w obręb obwarowań miejskich. Jego architektura była podziwiana przez artystów renesansowych, wzorowany jest na nim m.in. ołtarz rodu Pindemonte w werońskim kościele Sant’Anastasia.
Oryginalny łuk został zburzony w 1805 roku przez napoleońskich Francuzów dla poszerzenia przestrzeni przejeżdżającym tą drogą transportom wojskowym. Zrekonstruowano go w 1932 roku na podstawie szkiców wykonanych przez Andrea Palladio. Nowa budowla znajduje się na placu nad brzegiem Adygi, niedaleko pierwotnej lokalizacji.